# Wajśja
Waiśja (dewanagari वैश्य, ang. vaishya) – trzecia w hierarchii, zaraz po kszatrijach, warna. Spośród czterech warn - statusów społecznych wyżej stoją kszatrijowie a najwyżej bramini. Waiśowie zajmują się produkcją, handlem, rolnictwem itp.
Wywodzeni bywają z bioder Puruszy.